# Координаты неизвестны
«Координаты неизвестны» — советский художественный фильм 1957 года, снятый режиссёром Михаилом Винярским на Одесской киностудии.
Премьера фильма состоялась 2 октября 1957 года.

## Сюжет
Два танкера «Урал» и «Кремль» должны доставить груз — авиационный бензин из Туапсе на Балтику, в Ленинград. Так для советских моряков начинается война. Мирные судна обстреляны фашистскими бомбардировщиками. В пламени погибает танкер «Урал». Из его экипажа на борт «Кремля» был подобран только радист Долинский. Капитан уцелевшего танкера, Иван Чалый и помполит Крутов, принимают решение изменить первоначальный маршрут и плыть во Владивосток. На судне нет достаточного запаса продуктов питания, а спустя некоторое время пропадает и он. Но, несмотря на это, экипаж стойко продолжает плавание и держит вахту.

## В ролях
- Олег Жаков — Иван Фомич Чалый, капитан танкера «Кремль»
- Леонид Галлис — Аким Иванович Крутов, помполит на танкере «Кремль»
- Эдуард Бредун — Брагин
- Юрий Прокопович — Константин Георгиевич Долинский, радист танкера «Урал»
- Надежда Чередниченко — Нюра Масленникова
- Николай Яковченко — Фёдор Михайлович, судовой кок
- Евгений Котов — Вася-швед
- Николай Ключнев — Ваня Сомов
- Олег Мокшанцев — Солонин, радист танкера «Кремль»
- Степан Крылов — Степаныч
- Виталий Кравченко — Подопригора
- Роза Балашова — Ксения Тарасовна, жена Крутова
- Виктор Коваль — Алексей Викторович, механик
- Артур Нищёнкин — матрос
- Александр Толстых — матрос (нет в титрах)